# Kompania graniczna KOP „Ignalino”

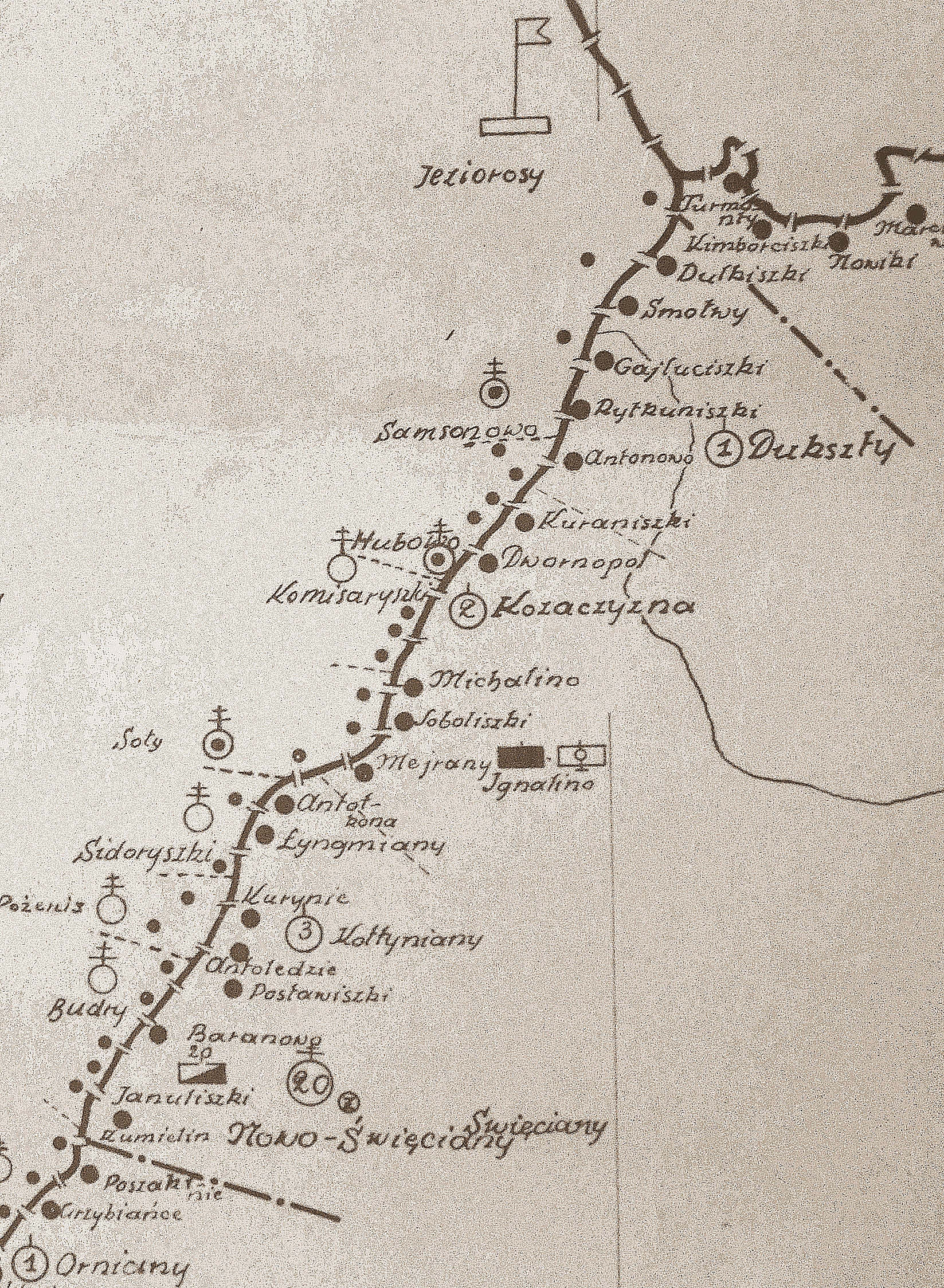
Rozmieszczenie batalionu KOP
„Nowe Świeciany” w 1931

Kompania graniczna KOP „Ignalino” (wcześniej „Kozaczyzna”) – pododdział graniczny Korpusu Ochrony Pogranicza pełniąca służbę ochronną na granicy polsko-litewskiej.

## Geneza
Do czasu zakończenia wojny polsko-bolszewickiej, czyli do jesieni 1920, wschodnią granicę państwa polskiego wyznaczała linia frontu. Dopiero zarządzeniem z 6 listopada 1920 utworzono Kordon Graniczny Ministerstwa Spraw Wojskowych. W połowie stycznia 1921 zmodyfikowano formę ochrony granicy i rozpoczęto organizowanie Kordonu Granicznego Naczelnego Dowództwa WP. Obsadzony on miał być przez żandarmerię polową i oddziały wojskowe. Latem 1921 ochronę granicy wschodniej postanowiło powierzyć Batalionom Celnym. W Nowych Święcianach rozmieszczono dowództwo i pododdziały sztabowe 43 batalionu celnego, a jego 1 kompania stacjonowała w Ignalinie. 
W drugiej połowie 1922 przeprowadzono kolejną reorganizację organów strzegących granicy wschodniej. 1 września 1922 bataliony celne przemianowano na bataliony Straży Granicznej. 
Już w następnym roku zlikwidowano Straż Graniczną, a z dniem 1 lipca 1923 pełnienie służby granicznej na wschodnich rubieżach powierzono Policji Państwowej. 
W sierpniu 1924 podjęto uchwałę o powołaniu Korpusu Ochrony Pogranicza – formacji zorganizowanej na wzór wojskowy, a będącej w etacie Ministerstwa Spraw Wewnętrznych.

## Formowanie i zmiany organizacyjne
W drugim etapie organizacji Korpusu Ochrony Pogranicza, w 1925 sformowano 20 batalion graniczny , a w jego składzie 2 kompanię graniczną KOP. W listopadzie 1936 kompania liczyła 2 oficerów, 9 podoficerów, 5 nadterminowych i 77 żołnierzy służby zasadniczej.
Z dniem 24 sierpnia 1938 dowódca KOP zarządzeniem nr L.5075/tj.og.org/38 przeniósł dowództwo 2 kompanii granicznej z Kozaczyzny do Ignalina.
W 1939 2 kompania graniczna KOP „Kozaczyzna” podlegała dowódcy batalionu KOP „Nowe Święciany”.(??)

## Służba graniczna
Podstawową jednostką taktyczną Korpusu Ochrony Pogranicza przeznaczoną do pełnienia służby ochronnej był batalion graniczny. Odcinek batalionu dzielił się na pododcinki kompanii, a te z kolei na pododcinki strażnic, które były „zasadniczymi jednostkami pełniącymi służbę ochronną”, w sile półplutonu. Służba ochronna pełniona była systemem zmiennym, polegającym na stałym patrolowaniu strefy nadgranicznej i tyłowej, wystawianiu posterunków alarmowych, obserwacyjnych i kontrolnych stałych, patrolowaniu i organizowaniu zasadzek w miejscach rozpoznanych jako niebezpieczne, kontrolowaniu dokumentów i zatrzymywaniu osób podejrzanych, a także utrzymywaniu ścisłej łączności między oddziałami i władzami administracyjnymi. Miejscowość, w którym stacjonowała kompania graniczna, posiadała status garnizonu Korpusu Ochrony Pogranicza.
2 kompania graniczna „Kozaczyzna” w 1934 ochraniała odcinek granicy państwowej szerokości 36 kilometrów 225 metrów.
Wydarzenia:

- 17 września 1928 w okolicach m. Łyngiany na odcinku „Ignalino” zgromadziło się około 700 osób wyznania mojżeszowego. Pielgrzymi posiadali zezwolenie władz administracyjnych na przekroczenie granicy i udanie się na cmentarz żydowski leżący po stronie litewskiej. Pogranicznicy litewscy nie przepuścili grupy pielgrzymów [13].

Sąsiednie kompanie graniczne:
- 3 kompania graniczna KOP „Kołtyniany” ⇔ 1 kompania graniczna KOP „Dukszty” – 1929[14], 1931[15] , 1932[16], 1934[17] i w 1938[18]

## Struktura organizacyjna
Strażnice kompanii w latach 1929 – 1931 
- strażnica KOP „Mejrany”[c]
- strażnica KOP „Soboliszki”[d]
- strażnica KOP „Michalino”[e]
- strażnica KOP „Dwornopol”[f]
- strażnica KOP „Kuraniszki”[g]

Strażnice kompanii w latach 1932 – 1939
- strażnica KOP „Mejrany”
- strażnica KOP „Michalino”
- strażnica KOP „Marianowo”[h]
- strażnica KOP „Dwornopol”
- strażnica KOP „Kuraniszki”

## Dowódcy kompanii
- p.o. por. Jakub Szutt (był 30 IX 1928 − 25 IV 1930 → adiutant batalionu )[19]
- kpt. Wacław Kotołowski (25 IV 1930 − 25 III 1931 → przeniesiony do 4 pp Leg)[19]
- kpt. Antoni Melnarowicz (7 III 1931 − był 12 X 1934)[19]
- kpt. Jerzy Bronikowski[i] (– 1939)